# Convergence en mesure
Ne doit pas être confondu avec Convergence de mesures.
En mathématiques et plus particulièrement en théorie de la mesure, la convergence en mesure est une notion de convergence de suite de fonctions mesurables qui généralise la notion de convergence en probabilité.

## Définition
Soit {\displaystyle (X,{\mathcal {A}},\mu )} un espace mesuré et {\displaystyle (Y,d)} un espace métrique séparable. Soit {\displaystyle f,\,(f_{n})_{n\in \mathbb {N} }:X\to Y} des fonctions mesurables. On dit que {\displaystyle (f_{n})_{n\in \mathbb {N} }} converge en mesure vers {\displaystyle f} si pour tout {\displaystyle \varepsilon >0}
{\displaystyle \lim _{n\to \infty }\mu \{x\,|\,d(f_{n}(x),f(x))>\varepsilon \}=0}.
Lorsque {\displaystyle \mu } est une mesure de probabilité et que {\displaystyle (Y,d)} est l'espace des nombres réels muni de la distance euclidienne, on retrouve la définition de la convergence en probabilité de variables aléatoires réelles.

## Propriétés
- Si {\displaystyle \mu } est une mesure finie, autrement dit, si {\displaystyle \mu (X)<\infty }, alors la convergence presque partout entraîne la convergence en mesure[1].
- De manière générale, si {\displaystyle (f_{n})_{n\in \mathbb {N} }} converge en mesure vers {\displaystyle f} alors il existe une sous suite {\displaystyle (f_{\phi (n)})_{n\in \mathbb {N} }} qui converge presque partout vers {\displaystyle f}[1].
- Si {\displaystyle (Y,d)} est l'espace des nombres réels muni de la distance euclidienne alors, pour tout {\displaystyle p\in [1,+\infty ]}, la convergence pour la norme {\displaystyle L^{p}} implique la convergence en mesure[1].
- Pour tout {\displaystyle f,\,g:X\to Y} mesurables, posons {\displaystyle e_{\mu }(f,g):=\inf\{\varepsilon \,|\,\mu \{x\,|\,d(f(x),g(x))>\varepsilon \}<\varepsilon \}} (avec la convention {\displaystyle \inf \emptyset =+\infty }). Posons aussi {\displaystyle d_{\mu }(f,g):={\frac {e_{\mu }(f,g)}{1+e_{\mu }(f,g)}}} (avec la convention {\displaystyle {\frac {+\infty }{1+\infty }}=1}). Alors {\displaystyle d_{\mu }} est une distance. La convergence en mesure est équivalente à la convergence pour la distance {\displaystyle d_{\mu }}. De plus si l'espace {\displaystyle (Y,d)} est complet alors l'espace des fonctions mesurables de {\displaystyle X} dans {\displaystyle Y} muni de la distance {\displaystyle d_{\mu }} est complet aussi[1].